# 459 a.C.
Il 459 a.C. (CDLIX a.C. in numeri romani) è un anno  del V secolo a.C.

## Eventi
- Ducezio, re dei Siculi, distrugge Morgantina e ricostruisce l'odierna Mineo.
- Roma: 
  - consoli Lucio Cornelio Maluginense Uritino e Quinto Fabio Vibulano, al terzo consolato.
  - il decimo censimento conta 117.319 cittadini romani[1].